# トランセンド (競走馬)
トランセンド（欧字名:Transcend 香:創昇、2006年3月9日 - ）は日本の競走馬。おもな勝ち鞍は2010年・2011年のジャパンカップダート連覇、2011年のフェブラリーステークス、マイルチャンピオンシップ南部杯。
馬名の意味は、英語で「超越する」。

## 競走馬経歴

### 2009年
デビュー戦は2月14日の芝1800メートルの新馬戦で、デビュー前から調教で古馬並みの時計をだし、注目を集めていたこともあり、1番人気に推されていたが2着に敗れた。2戦目も芝で登録していたが、フレグモーネのため出走を取り消した。3戦目のダートの未勝利戦で初勝利をあげると、不良馬場で行われた500万下戦では道中先頭を進み、上がり3ハロンも最速となる37.9秒で後続に7馬身差をつけ勝利した。ここで陣営は東京優駿に出走することを考え、ふたたび芝の京都新聞杯に出走した。芝で行われる競走は新馬戦で2着に入っていたが、ここまでの勝ち鞍は全てダートであり、5番人気であった。レースでは普段どおり先行するものの直線でついていけず、勝ったベストメンバーから離された9着に敗れた。7月26日の1000万下クラスの麒麟山特別では古馬初対戦となったが、後続に8馬身差をつけレコードタイムで勝利した。
2009年から新設された重賞競走（格付けなし）のレパードステークスでは、内田博幸がイギリスで騎乗停止となっていたため、松岡正海に乗り替わりとなった。スーニ、シルクメビウスなどダートで実績のある馬が出走していたが、1番人気に支持された。レースでは2番手追走から直線で抜け出しスーニに3馬身差をつけて勝利した。早い時計が出にくい良馬場だったが、勝ち時計は前走と同じタイム（レコードタイ）だった。同じ舞台で行われるエルムステークスでも1番人気に推されたが、伸びきれず4着に敗れた。続く武蔵野ステークスでは初めて後方に控え、直線でじりじりと伸びてきたが6着に敗れた。安田師は「芝とダートの切れ目を気にした」とコメント。レース後はジャパンカップダートには進まず、休養に入った。

### 2010年

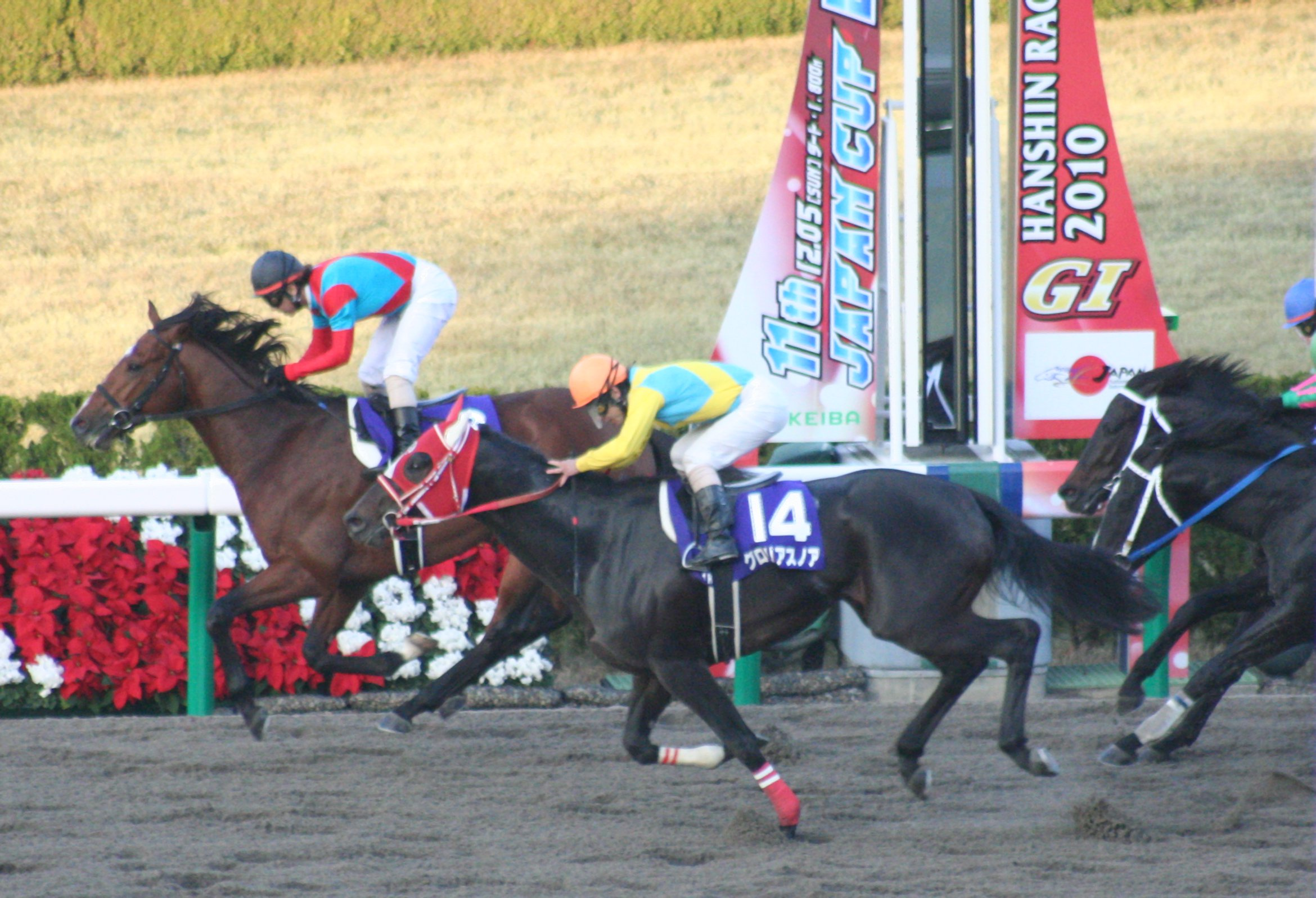
第11回ジャパンカップダート

復帰初戦のアルデバランステークスでは久々に安藤勝己が騎乗、4連勝中のフサイチセブンに次ぐ2番人気に支持され、直線でフサイチセブンを捉えて勝利した。レースはハイペースで進んだこともあり、1983年にリュウボーイがマークした1:56.6を1.2秒更新するレコードタイムでの決着となった。その後、4月25日のアンタレスステークスに1番人気で出走。先行集団でレースを進めたが、直線で伸びを欠いてしまい8着に敗れた。続く5月23日の東海ステークスでも1番人気で出走、逃げて他馬を引っ張る展開となったが、ゴール手前で中団から追い込んできたシルクメビウスにかわされ2着に敗れた。
秋は9月23日の日本テレビ盃から始動。レースでは直線でフリオーソにかわされるも2着と逃げ粘った。11月7日の第1回みやこステークスではスタートからハナを切り、脚色は衰えることなくそのまま1着となり、前年のレパードステークス以来の重賞勝利を挙げた。
その後に挑んだ12月5日のジャパンカップダートでは、エスポワールシチー、スマートファルコンが回避し不在の中、1番人気に支持される。レースがスタートするとハナに立ち、第4コーナーを回ってバーディバーディに迫られたがそこから突き放し、グロリアスノアの追い込みをクビ差抑えて初のGI競走優勝を果たした。

### 2011年

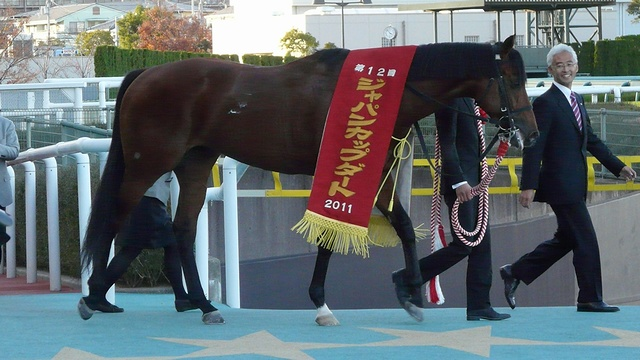
JCダート連覇（2011年）

初戦は2月20日のフェブラリーステークス。前走と同じく、エスポワールシチー、スマートファルコンが不在の中、再び1番人気に支持される。スタートから逃げると直線では後続を突き放す展開となり、追い込んできたフリオーソ以下を退け逃げきってGI2勝目をあげた。この勝利により、ゴドルフィンマイルへの出走を取りやめ、ブエナビスタ・ヴィクトワールピサとともに、ドバイワールドカップに出走することとなった。そのドバイワールドカップではスタートから先頭に立ち、最後の直線では同じく日本馬のヴィクトワールピサとの叩き合いに敗れ2着と惜敗した。
秋は日本テレビ盃からの予定だったが、出走を回避した。東日本大震災の影響により東京競馬場で施行された第24回マイルチャンピオンシップ南部杯では道中2番手から脚を伸ばし、直線でダノンカモンとの追い比べを制してGI3勝目をあげた。走破時1分34秒8は東京ダート1600mの当時のレコードに比べ0.2秒差という速い記録であった。11月3日のJBCクラシックは2番手を追走し、直線で逃げるスマートファルコンとの差を詰めてくるも2着に惜敗した。12月4日のジャパンカップダートは大外枠から先手を奪うと、直線でも脚色は衰えず逃げ切り勝ちしジャパンカップダート史上初の連覇を達成した。

### 2012年
2月19日のフェブラリーステークスに1番人気で出走。スタート直後の芝部分でスピードに乗り切れなかったものの向正面でポジションを上げ3コーナーで4番手まで進出したが直線で失速して7着と惜敗した。2011年に引き続きドバイワールドカップに出走。3月15日、ドバイに到着した。3月31日のドバイワールドカップではスタートからハナを奪って逃げるも3コーナーで失速し13着と殿負けに終わった。約7ヵ月休み明け後の11月5日に行われたJBCクラシックでは、1番人気に推されたが勝ち馬ワンダーアキュートと1.6秒差の3着となった。12月2日のジャパンカップダートではハナを奪おうとしたが奪えず、道中は3番手あたりを追走するが、3コーナーで失速し、そのまま持ち直すことなく16着と殿負けに終わった。12月29日の東京大賞典も7着とこの年は未勝利に終わっている。

### 2013年
1勝も出来ぬままに終わった前年を受けて陣営が進退を協議し、1月3日に現役を引退して種牡馬へ転身させることを決断した。今後はアロースタッド（北海道日高郡新ひだか町）に移り、当地にて第二の馬生を送ることとなっている。1月6日に日本中央競馬会より1月9日付で競走馬登録が抹消される旨の発表がなされた。

## 種牡馬経歴
2013年より種牡馬となった。

### 主な産駒

#### グレード制重賞優勝馬
- 2016年産
  - ジェミニキング（2023年阪神スプリングジャンプ）[8]

#### 地方重賞勝利馬
- 2014年産
  - テイエムチェロキー（2022年佐賀王冠賞）
- 2016年産
  - ケンガイア（2019年ハヤテスプリント）
- 2017年産
  - スティローザ（2019年園田プリンセスカップ）
  - ゴールドホイヤー（2020年雲取賞、2020年羽田盃、2021年報知グランプリカップ、2022年マイルグランプリ、2023年京成盃グランドマイラーズ）[9]
  - クーファアチャラ（2022年ヒダカソウカップ、2023年読売レディス杯、金沢スプリントカップ）[10]
  - テイエムラッシュ（2022年霧島賞）
- 2018年産
  - トランセンデンス（2021年ニューイヤーカップ、羽田盃）
  - エイシンビッグボス（2021年園田オータムトロフィー）
- 2022年産
  - リケアカプチーノ（2025年東北優駿、みちのく大賞典）

## エピソード
2009年のレパードステークスおよび2010年のみやこステークスはいずれも新設重賞として開催されたものであり、新設重賞2勝という珍しい記録を達成することとなった。また2011年に中央で実施された3つのダートG1すべてに勝利したがこれも震災によるイレギュラーなケースで、珍記録のチャンスを二度経験しどちらも達成する離れ業をやってのけたことになる。

## 主な記録
JRA主催のダートG1/Jpn1勝利数：4勝(1位) ※2位はカネヒキリの3勝 (その他の馬は全て3勝未満)
JRA主催のダート競走獲得賞金額：5億7272万0000円(1位) ※2位はエスポワールシチーの5億2,204万円 (その他の馬は全て5億円未満)

## 競走成績
| 競走日        | 競馬場   | 競走名          | 格       | 距離（馬場）  | 頭 数 | 枠 番 | 馬 番 | オッズ （人気） | 着順 | タイム （上り3F） | 着差    | 騎手     | 斤量 | 1着馬（2着馬）         |
| ------------- | -------- | --------------- | -------- | ------------- | ----- | ----- | ----- | --------------- | ---- | ----------------- | ------- | -------- | ---- | ---------------------- |
| 2009年2月14日 | 京都     | 3歳新馬         |          | 芝1800m（重） | 16    | 6     | 11    | 03.9（1人）     | 02着 | R1:51.1 (36.0)    | -0.1    | 川田将雅 | 56kg | アドマイヤアゲイン     |
| 3月1日        | 阪神     | 3歳未勝利       |          | 芝1600m（良） | 14    | 1     | 1     | -               | -    | 出走取消          | -       | 安藤勝己 | 56kg | トライアンフマーチ     |
| 4月11日       | 阪神     | 3歳未勝利       |          | ダ1800m（良） | 12    | 1     | 1     | 02.9（2人）     | 01着 | R1:53.7 (37.9)    | -0.3    | 安藤勝己 | 56kg | （レッドサーパス）     |
| 4月25日       | 京都     | 3歳500万下      |          | ダ1800m（不） | 14    | 2     | 2     | 01.9（1人）     | 01着 | R1:49.7 (36.2)    | -1.2    | 安藤勝己 | 56kg | （スマートパルス）     |
| 5月9日        | 京都     | 京都新聞杯      | GII      | 芝2200m（良） | 16    | 6     | 12    | 10.9（5人）     | 09着 | R2:14.4 (36.0)    | -1.4    | 安藤勝己 | 56kg | ベストメンバー         |
| 7月26日       | 新潟     | 麒麟山特別      | 1000万下 | ダ1800m（稍） | 15    | 6     | 11    | 02.0（1人）     | 01着 | R1:49.5 (37.2)    | -1.3    | 内田博幸 | 54kg | （クリストフォルス）   |
| 8月23日       | 新潟     | レパードS       | 重賞     | ダ1800m（良） | 14    | 6     | 10    | 01.7（1人）     | 01着 | R1:49.5 (37.2)    | -0.5    | 松岡正海 | 56kg | （スーニ）             |
| 9月21日       | 新潟     | エルムS         | GIII     | ダ1800m（良） | 14    | 8     | 15    | 01.6（1人）     | 04着 | R1:51.4 (36.3)    | -0.3    | 内田博幸 | 53kg | マチカネニホンバレ     |
| 11月7日       | 東京     | 武蔵野S         | GIII     | ダ1600m（良） | 16    | 8     | 15    | 04.1（3人）     | 06着 | R1:35.9 (36.5)    | -0.4    | 松岡正海 | 55kg | ワンダーアキュート     |
| 2010年2月13日 | 京都     | アルデバランS   | OP       | ダ1900m（重） | 16    | 4     | 8     | 03.5（2人）     | 01着 | R1:55.4 (36.6)    | -0.2    | 安藤勝己 | 56kg | （フサイチセブン）     |
| 4月25日       | 京都     | アンタレスS     | GIII     | ダ1800m（良） | 15    | 7     | 12    | 01.6（1人）     | 08着 | R1:50.5 (37.5)    | -0.8    | 安藤勝己 | 56kg | ダイシンオレンジ       |
| 5月23日       | 京都     | 東海S           | GII      | ダ1900m（不） | 15    | 3     | 6     | 03.3（1人）     | 02着 | R1:55.4 (36.0)    | -0.0    | 藤田伸二 | 57kg | シルクメビウス         |
| 9月23日       | 船橋     | 日本テレビ盃    | JpnII    | ダ1800m（稍） | 14    | 5     | 7     | 03.0（2人）     | 02着 | R1:49.3 (36.8)    | -0.5    | 藤田伸二 | 56kg | フリオーソ             |
| 11月7日       | 京都     | みやこS         | GIII     | ダ1800m（良） | 16    | 1     | 2     | 03.1（2人）     | 01着 | R1:49.8 (36.8)    | -0.2    | 藤田伸二 | 56kg | （キングスエンブレム） |
| 12月5日       | 阪神     | ジャパンCダート | GI       | ダ1800m（稍） | 16    | 2     | 3     | 03.5（1人）     | 01着 | R1:48.9 (36.6)    | -0.0    | 藤田伸二 | 57kg | （グロリアスノア）     |
| 2011年2月20日 | 東京     | フェブラリーS   | GI       | ダ1600m（良） | 16    | 6     | 12    | 03.5（1人）     | 01着 | R1:36.4 (36.3)    | -0.2    | 藤田伸二 | 57kg | （フリオーソ）         |
| 3月26日       | メイダン | ドバイワールドC | G1       | AW2000m（良） | 14    | -     | 9     | -               | 02着 | 計測不能          | 1/2馬身 | 藤田伸二 | 57kg | Victoire Pisa          |
| 10月10日      | 東京     | マイルCS南部杯  | JpnI     | ダ1600m（良） | 15    | 6     | 11    | 01.6（1人）     | 01着 | R1:34.8 (36.8)    | -0.0    | 藤田伸二 | 57kg | （ダノンカモン）       |
| 11月3日       | 大井     | JBCクラシック   | JpnI     | ダ2000m（良） | 12    | 7     | 9     | 02.4（2人）     | 02着 | R2:02.3 (37.3)    | -0.1    | 藤田伸二 | 57kg | スマートファルコン     |
| 12月4日       | 阪神     | ジャパンCダート | GI       | ダ1800m（良） | 16    | 8     | 16    | 02.0（1人）     | 01着 | R1:50.6 (37.4)    | -0.3    | 藤田伸二 | 57kg | （ワンダーアキュート） |
| 2012年2月19日 | 東京     | フェブラリーS   | GI       | ダ1600m（良） | 16    | 8     | 15    | 01.5（1人）     | 07着 | R1:36.6 (37.6)    | -1.2    | 藤田伸二 | 57kg | テスタマッタ           |
| 3月31日       | メイダン | ドバイワールドC | G1       | AW2000m（良） | 14    | -     | -     | - （9人）       | 13着 | 計測不能          | -       | 藤田伸二 | 57kg | Monterosso             |
| 11月5日       | 川崎     | JBCクラシック   | JpnI     | ダ2100m（良） | 13    | 8     | 13    | 02.6（1人）     | 03着 | R2:14.1 (40.5)    | -1.6    | 藤田伸二 | 57kg | ワンダーアキュート     |
| 12月2日       | 阪神     | ジャパンCダート | GI       | ダ1800m（良） | 16    | 4     | 7     | 09.0（5人）     | 16着 | R1:51.8 (39.0)    | -3.0    | 藤田伸二 | 57kg | ニホンピロアワーズ     |
| 12月29日      | 大井     | 東京大賞典      | GI       | ダ2000m（重） | 12    | 7     | 9     | 21.7（6人）     | 07着 | R2:08.2 (40.5)    | -2.3    | 藤田伸二 | 57kg | ローマンレジェンド     |

- タイム欄のRはレコード勝ちを示す。

## 血統表
| トランセンドの血統                       | トランセンドの血統                   | トランセンドの血統                   | （血統表の出典）                     | （血統表の出典） |
| 父系                                     | ニアークティック系                   | ニアークティック系                   | ニアークティック系                   | [ § 2 ]          |
| 父 *ワイルドラッシュ Wild Rush 1994 鹿毛 | 父の父Wild Again 1980 黒鹿毛         | Icecapade                            | Nearctic                             | Nearctic         |
| 父 *ワイルドラッシュ Wild Rush 1994 鹿毛 | 父の父Wild Again 1980 黒鹿毛         | Icecapade                            | Shenanigans                          |                  |
| 父 *ワイルドラッシュ Wild Rush 1994 鹿毛 | 父の父Wild Again 1980 黒鹿毛         | Bushel-n-Peck                        | Khaled                               | Khaled           |
| 父 *ワイルドラッシュ Wild Rush 1994 鹿毛 | 父の父Wild Again 1980 黒鹿毛         | Bushel-n-Peck                        | Dama                                 |                  |
| 父 *ワイルドラッシュ Wild Rush 1994 鹿毛 | 父の母Rose Park 1986 鹿毛            | Plugged Nickle                       | Key to the Mint                      | Key to the Mint  |
| 父 *ワイルドラッシュ Wild Rush 1994 鹿毛 | 父の母Rose Park 1986 鹿毛            | Plugged Nickle                       | Toll Booth                           |                  |
| 父 *ワイルドラッシュ Wild Rush 1994 鹿毛 | 父の母Rose Park 1986 鹿毛            | Hardship                             | Drone                                | Drone            |
| 父 *ワイルドラッシュ Wild Rush 1994 鹿毛 | 父の母Rose Park 1986 鹿毛            | Hardship                             | Hard and Fast                        |                  |
| 母 シネマスコープ 1993 栗毛              | 母の父*トニービン Tony Bin 1983 鹿毛 | *カンパラ Kampala                    | Kalamoun                             | Kalamoun         |
| 母 シネマスコープ 1993 栗毛              | 母の父*トニービン Tony Bin 1983 鹿毛 | *カンパラ Kampala                    | State Pension                        |                  |
| 母 シネマスコープ 1993 栗毛              | 母の父*トニービン Tony Bin 1983 鹿毛 | Severn Bridge                        | Hornbeam                             | Hornbeam         |
| 母 シネマスコープ 1993 栗毛              | 母の父*トニービン Tony Bin 1983 鹿毛 | Severn Bridge                        | Priddy Fair                          |                  |
| 母 シネマスコープ 1993 栗毛              | 母の母ブルーハワイ 1989 鹿毛         | *スリルショー Thrill Show            | Northern Baby                        | Northern Baby    |
| 母 シネマスコープ 1993 栗毛              | 母の母ブルーハワイ 1989 鹿毛         | *スリルショー Thrill Show            | Splendid Girl                        |                  |
| 母 シネマスコープ 1993 栗毛              | 母の母ブルーハワイ 1989 鹿毛         | *サニースワップス Sunny Swaps        | Hawaii                               | Hawaii           |
| 母 シネマスコープ 1993 栗毛              | 母の母ブルーハワイ 1989 鹿毛         | *サニースワップス Sunny Swaps        | *アイアンエイジ Iron Age             |                  |
| 母系(F-No.)                              | (FN:A4)                              | (FN:A4)                              | (FN:A4)                              | [ § 3 ]          |
| 5代内の近親交配                          | Khaled 4×5=9.38%、Hyperion 5×5=6.25% | Khaled 4×5=9.38%、Hyperion 5×5=6.25% | Khaled 4×5=9.38%、Hyperion 5×5=6.25% | [ § 4 ]          |
| 出典                                     | 1. 2. 3. 4.                          | 1. 2. 3. 4.                          | 1. 2. 3. 4.                          | 1. 2. 3. 4.      |

- 祖母ブルーハワイの半兄にアルゼンチン共和国杯勝ち馬で皐月賞・菊花賞3着のサクラサニーオー、半姉ダイナスワップスの仔に北九州記念勝ちのダンディコマンドがいる。
- 母シネマスコープの全弟に京都新聞杯など重賞2着3回のパルスビートがいる。